# Fernando Barboza
Fernando Ariel Barboza Rilo (Montevideo, 12 de mayo de 1964 - Montevideo, 1 de septiembre de 2014) fue un futbolista, entrenador y sindicalista uruguayo. Como jugador su puesto era el de delantero. Desde marzo de 2006 a abril de 2011 fue secretario general de la división América de la Federación Internacional de Futbolistas Profesionales (FIFPro). Entre 2003 y 2009 ocupó la secretaría general de la Mutual Uruguaya de Futbolistas Profesionales (MUFP).

## Trayectoria
Se formó en las divisiones inferiores del Club Nacional de Football y debutó en el primer equipo en 1983, obteniendo el campeonato uruguayo de ese año. Pasó a préstamo a Central Español y después a Rampla Juniors.
En 1987 fue cedido al Celta de Vigo de España para sustituir al delantero Pichi Lucas quien debía ser operado por una lesión de menisco. El equipo debía jugar la liguilla de ascenso y Barboza debutó el 18 de abril frente al Castellón. El 3 de mayo, frente al Deportivo La Coruña convirtió su primer gol en España a los veinte segundos de juego. Llegó a jugar ocho partidos con el Celta, convirtiendo cuatro goles que ayudaron a obtener el ascenso a la primera categoría. A pesar del interés del equipo y del propio jugador, no se logró un acuerdo económico y regresó a Nacional.
Volvió a España en 1988 para jugar en el Elche, pero el equipo descendió al año siguiente y Barboza regresó a Uruguay para jugar en Wanderers y en Bella Vista.
En 1991 pasó al fútbol ecuatoriano y jugó en Deportivo Quito y en Liga Deportiva Universitaria de Quito. En 1992 defendió al Estoril de Portugal y en 1993 tuvo su tercer pasaje por España, jugando para el Gimnàstic de Tarragona y el Novelda.
A partir de 1998 jugó en varios equipos del fútbol uruguayo, en el siguiente orden: Salus, Villa Española, Progreso, Basáñez, Rocha, Rampla Juniors (por segunda vez), Colón, Basáñez (por segunda vez) y El Tanque Sisley, club en el que se retiró como futbolista en 2005.
Fue un activo defensor de los derechos de los futbolistas. Desde 2003 y hasta 2009 fue secretario general de la Mutual Uruguaya de Futbolistas Profesionales (MUFP). Entre marzo de 2006 y abril de 2011 fue secretario general de la división América de la Federación Internacional de Futbolistas Profesionales (FIFPro).
Como entrenador, dirigió a Platense (2012) y a Uruguay Montevideo (temporada 2012/13).
Su última actividad fue como ayudante técnico de Héctor Codevilla en Rampla Juniors, equipo en el que juega su hijo Diego Barboza.

## Clubes
| Club                         | País     | Año       |
| ---------------------------- | -------- | --------- |
| Nacional                     | Uruguay  | 1983-1984 |
| Central Español              | Uruguay  | 1984-1985 |
| Rampla Juniors               | Uruguay  | 1985-1987 |
| Nacional                     | Uruguay  | 1987-1988 |
| Elche                        | España   | 1988-1989 |
| Wanderers                    | Uruguay  | 1989-1990 |
| Bella Vista                  | Uruguay  | 1990-1991 |
| Deportivo Quito              | Ecuador  | 1991      |
| Liga Deportiva Universitaria | Ecuador  | 1991-1992 |
| Deportivo Quito              | Ecuador  | 1992-1993 |
| Estoril                      | Portugal | 1993-1994 |
| Club Deportivo Don Benito    | España   | 1994-1995 |
| Gimnàstic de Tarragona       | España   | 1995-1996 |
| Novelda                      | España   | 1996-1998 |
| Salus                        | Uruguay  | 1998      |
| Villa Española               | Uruguay  | 1999      |
| Progreso                     | Uruguay  | 1999      |
| Basáñez                      | Uruguay  | 2000      |
| Rocha                        | Uruguay  | 2001      |
| Rampla Juniors               | Uruguay  | 2001      |
| Colón                        | Uruguay  | 2002      |
| Basáñez                      | Uruguay  | 2003      |
| El Tanque Sisley             | Uruguay  | 2003-2005 |

## Palmarés

### Campeonatos nacionales
| Título                      | Club     | País    | Edición |
| --------------------------- | -------- | ------- | ------- |
| Primera División de Uruguay | Nacional | Uruguay | 1983    |